# Selenidera
Selenidera és un gènere d'ocells de la família dels ramfàstids (Ramphastidae ).

## Llista d'espècies
Aquest gènere està format per 7 espècies:
- tucanet de Gould (Selenidera gouldii).
- tucanet de Langsdorff (Selenidera langsdorffii).
- tucanet bectacat (Selenidera maculirostris).
- tucanet de Natterer (Selenidera nattereri).
- tucanet pebrer (Selenidera piperivora).
- tucanet de Reinwardt (Selenidera reinwardtii).
- tucanet d'orelles grogues (Selenidera spectabilis).